# Annabelle Lascar
Marie Annabelle Jennifer Lascar (* 25. April 1985 in Quatre Bornes) ist eine ehemalige mauritische Leichtathletin, die sich auf den Mittelstreckenlauf spezialisiert hat.

## Sportliche Laufbahn
Erste Erfahrungen bei internationalen Meisterschaften sammelte Annabelle Lascar im Jahr 2006, als sie bei den Afrikameisterschaften in Bambous mit 57,20 s in der ersten Runde im 400-Meter-Lauf ausschied und auch über 800 Meter mit 2:13,45 min nicht über die Vorrunde hinauskam. 2008 nahm sie über 800 Meter an den Olympischen Sommerspielen in Peking teil und schied dort mit 2:06,11 min in der ersten Runde aus. Im Jahr darauf kam sie bei den Weltmeisterschaften in Berlin mit 2:06,53 min nicht über den Vorlauf hinaus und anschließend verpasste sie bei den Spielen der Frankophonie in Beirut mit 2:08,51 min den Finaleinzug im 800-Meter-Lauf. 2010 schied sie bei den Afrikameisterschaften in Nairobi mit 56,88 s in der Vorrunde über 400 Meter aus und schied auch über 800 Meter mit 2:11,82 min im Vorlauf aus. Anschließend kam sie auch bei den Commonwealth Games in Neu-Delhi mit 56,38 s und 2:06,25 min jeweils nicht über die erste Runde hinaus. Im Jahr darauf belegte sie bei den Afrikaspielen in Maputo in 2:10,70 min den achten Platz über 800 Meter und gelangte im 1500-Meter-Lauf mit 4:35,76 min auf Rang zehn. 2012 schied sie bei den Afrikameisterschaften in Porto-Novo mit 2:07,70 min im Vorlauf über 800 Meter aus und anschließend schied sie bei den Olympischen Sommerspielen in London mit 2:05,45 min in der ersten Runde aus. Im Jahr darauf verpasste sie bei den Spielen der Frankophonie in Nizza mit 2:10,88 min den Finaleinzug und 2014 kam sie bei den Commonwealth Games in Glasgow mit 2:13,80 min ebenfalls nicht über den Vorlauf hinaus. Anschließend kam sie auch bei den Afrikameisterschaften in Marrakesch mit 2:11,56 min nicht über die Vorrunde hinaus. 2015 beendete sie dann ihre aktive sportliche Karriere im Alter von 30 Jahren. 
2005 wurde Lascar mauritische Meisterin im 400-Meter-Lauf.

## Persönliche Bestleistungen
- 400 Meter: 56,38 s, 6. Oktober 2010 in Neu-Delhi
- 800 Meter: 2:05,45 min, 8. August 2012 in London
- 1500 Meter: 4:32,36 min, 24. Juni 2011 in Tomblaine